# Manuel Alvarado e Hidalgo
Manuel Alvarado e Hidalgo (San José, 1 de enero de 1784 - íd, 21 de enero de 1836) fue un sacerdote y político costarricense, Presidente de la Junta Superior Gubernativa de Costa Rica de 1823 a 1824.
Fue bautizado con el nombre de Manuel de Jesús. Sus padres fueron José Antonio de Alvarado Valverde y Dolores Hidalgo y Ugalde. Cursó estudios sacerdotales en León, Nicaragua. Fue cura párroco del pueblo de Taxisco (Guatemala) y posteriormente regresó a Costa Rica, donde fue cura interino de San José. Además fue rector de la Casa de Enseñanza de Santo Tomás.
Tuvo una participación política muy activa en los años de la Independencia de Costa Rica y fue partidario del sistema republicano. Del 12 de noviembre al 1 de diciembre de 1821 representó a Curridabat y Aserrí en la Junta de Legados de los Pueblos presidida por el presbítero Nicolás Carrillo y Aguirre, y de diciembre de 1821 al 6 de enero de 1822 formó parte de la Junta Gubernativa interina presidida por el vicario Pedro José de Alvarado y Baeza. Se distinguió por sus simpatías republicanas.
Fue elegido por el Congreso Provincial Constituyente para formar parte de la tercera Junta Superior Gubernativa, que gobernó Costa Rica del 10 de mayo de 1823 al 8 de septiembre de 1824. Los restantes miembros de la tercera Junta Gubernativa fueron Eusebio Rodríguez y Castro, Santiago de Bonilla y Laya-Bolívar, Alejo Aguilar, José Tomás Gómez y Elizondo y Pío Murillo y Gutiérrez. Manuel Alvarado y Hidalgo presidió esta Junta del 10 de mayo de 1823 al 8 de enero de 1824 y del 12 de febrero al 8 de septiembre de 1824.
Durante su administración se decretó la primera bandera de Costa Rica, se proclamó la adhesión a las Provincias Unidas del Centro de América, se convocó al Congreso Constituyente que emitió la Ley Fundamental del Estado de 21 de enero de 1825 y se estableció el Juzgado de Letras. También se envió a Nicaragua la primera misión diplomática de la historia de Costa Rica, efectuada por Mariano Montealegre Bustamante, que firmó con los gobiernos de Granada y León de Nicaragua los tratados Montealegre-Velasco y Montealegre Solís respectivamente.
El 8 de septiembre de 1824, la Junta presidida por Manuel Alvarado y Hidalgo entregó el poder a Juan Mora Fernández, primer jefe de Estado de Costa Rica.
Fue dueño de la hacienda La Verbena, en las afueras de San José, y de una hacienda ganadera en Aranjuez, cerca de Puntarenas. Murió en San José el 21 de enero de 1836. En su testamento instituyó legados en favor de la educación y de la Casa de Enseñanza de Santo Tomás.